# Кучинська Наталія Олександрівна
Кучинська Наталія Олександрівна (рос. Кучинская Наталья Александровна, 8 березня 1949, Ленінград, Російська РФСР) — радянська гімнастка, дворазова олімпійська чемпіонка, триразова чемпіонка світу і 15-разова чемпіонка СРСР, згодом — українська радянська, українська та американська тренерка зі спортивної гімнастики.

## Біографічні дані
Наташа Кучинська народилася у Ленінграді. Починала заняття спортом з художньої гімнастики. Її першим тренером стала її мама — Катерина Яківна Кучинська, одна з засновниць ленінградської школи художньої гімнастики.
З 13 років Наташа перейшла до спортивної гімнастики. Виступала за СТ «Труд», її тренером був Рейсон Володимир Михайлович.
1964 року вперше взяла участь у чемпіонаті СРСР. Протягом 1965—1968 років була абсолютною чемпіонкою СРСР. 1967 року була чемпіонкою СРСР в опорному стрибку і вправах на брусах, 1965—1967 — у вправі на колоді, 1966 та 1967 роках — у вільних вправах.
На чемпіонаті світу 1966 Наташа Кучинська перемогла в трьох видах програми з чотирьох — у вільних вправах, на колоді і брусах, стала другою в командному і індивідуальному заліку.
Заслужений майстер спорту СРСР (1966).
На чемпіонаті Європи 1967 завоювала срібні медалі на колоді і у вільних вправах.
З 1968 року тренером Наташі Кучинської став Володимир Олександрович Смирнов. Щоб тренуватися у нього і готуватися до Олімпійських ігор 1968, вона переїхала з Ленінграду до Києва.
На Олімпійських іграх в Мехіко Наташа Кучинська була найпопулярнішою спортсменкою Радянського Союзу. Вона завоювала по дві золоті і бронзові медалі, отримала неофіційний титул «Наречена Мехіко», а по місцевому телебаченню неодноразово демонстрували фільм «Наталі».
Після Олімпіади Кучинська несподівано завершила спортивну кар'єру. В 1980 році вона одружилась з окулістом Александром Котляром.
Після завершення виступів Кучинська тренувала в СРСР, Україні, Японії та США.
В 2006 році Кучинська потрапила до Міжнародної зали слави гімнастики.